# Badula platyphylla
Badula platyphylla é uma espécie de planta da família Myrsinaceae. É endêmica em Maurícia. Seu hábitat natural são as regiões subtropicais ou tropicais de secas florestas.